# سول کیونگ گو
سول کیونگ گو (انگلیسی: Sol Kyung-gu؛ زادهٔ ۱ مهٔ ۱۹۶۸) یک هنرپیشه اهل کره جنوبی است. وی از سال ۱۹۹۳ میلادی تاکنون مشغول فعالیت بوده‌است.
از فیلم‌ها یا برنامه‌های تلویزیونی که وی در آن نقش داشته است می‌توان به دشمن مردم، بازگشت دشمن مردم، واحه، برج، امید  و فانتوم اشاره کرد.